# Parc Nacional de Krka
Krka és un dels parcs nacionals de Croàcia, el nom del qual prové del riu Krka, el qual passa pel parc. Està situat al centre de Dalmàcia, al comtat de Šibenik-Knin, només a uns pocs quilòmetres al nord-est de la ciutat de Šibenik. Krka fou proclamat parc nacional el 1985 i és el setè parc nacional de Croàcia. És conegut pel seu nombre de llacs i salts d'aigua. A l'interior del parc hi ha l'illa Visovac, que acull un monestir fundat pels franciscans el 1445.